# Oliver Filip
Oliver Filip (Leoben, 15 gennaio 1998) è un calciatore austriaco, attaccante o centrocampista del Vorwärts Steyr.

## Carriera
Cresciuto nelle giovanili di Sturm Graz e Salisburgo, esordisce nella prima squadra del Liefering nella stagione 2016-2017. Il 1º luglio 2017 viene acquistato dallo Sturm Graz. Con la maglia dei Blackies disputa solo 9 presenze, mettendo a segno soltanto un gol. Il 4 luglio 2018 passa in prestito al WSG Swarovski Tirol, apparendo in campo 22 volte e segnando soltanto un gol. Il 3 luglio 2019 viene acquistato dal Blau-Weiß Linz.
Con la nazionale austriaca veste la maglia di tutte le categorie (Under-15, Under-16, Under-17, Under-18, Under-19 e Under-21) senza mai vestire la maglia della nazionale olimpica e quella della nazionale maggiore. Con la nazionale austriaca ha preso parte agli europei Under-17 e Under-19, prendendo parte anche a vari amichevoli per un totale di 25 presenze e 8 gol.

### Club
Cresce nel settore giovanile di St. Peter-Freienstein e Sturm Graz, trasferitosi poi al Salisburgo nel 2014, dove disputa 2 stagioni. Il 1º gennaio 2016 firma il suo primo contratto da professionista con il Liefering fino al 1º luglio 2017. Fa il suo esordio in prima squadra il 26 febbraio 2016, in occasione della partita di campionato persa per 1-2 contro il St. Pölten. Mette a segno la sua prima marcatura l'8 aprile 2016, nella partita di campionato vinta per 3-1 all'Untersberg Arena contro il Floridsdorfer. Conclude la sua esperienza con la maglia del Liefering apparendo in campo 31 volte, segnando 5 gol in campionato.
Il 1º luglio 2017 viene annunciato il suo passaggio a titolo definitivo allo Sturm Graz per un costo di 250.000 euro fino al 1º luglio dell'anno prossimo. Nel luglio 2017, il giocatore viene messo fuori dalla prima squadra e costretto ad allenarsi con la squadra di riserve, apparendo per la prima volta il 22 settembre 2017, in occasione della partita di Fußball-Regionalliga persa per 3-2 in casa dell'Allerheiligen. Fa il suo esordsio in prima squadra il 30 settembre 2017, in occasione della partita di campionato vinta per 0-3 all'NV Arena contro il St. Pölten. Mette a segno la sua prima marcatura il 28 novembre 2017, nella partita casalinga di campionato contro l'Admira Wacker M. vinta per 6-1. Il 1º luglio 2018, risolve il contratto con il club austriaco rimanendo svincolato.
Il 4 luglio 2018 viene annunciato il suo passaggio a titolo definitivo in prestito al WSG Swarovski Tirol per 350.000 euro fino al 1º luglio dell'anno prossimo. Fa il suo debutto con la maglia del Wattens Tirol il 28 luglio 2018, in occasione della partita casalinga di campionato vinta per 6-1 contro il Lafnitz, mettendo a segno il suo primo gol all'esordio. Nella sua stagione di esordio viene anche impiegato in 2 partite di ÖFB-Cup, apparendo per la prima volta il 21 luglio 2018, in occasione della partita ospite vinta per 0-3 al Maximarkt Sportpark contro L'Anif. Conclude la sua espezienza con la maglia del Wattens Tirol apparendo in campo 20 volte mettendo a segno soltanto 1 gol in campionato e altre 2 presenze in competizione nazionale.

### Nazionale
Con la nazionale austriaca veste la maglia di tutte le categorie (Under-15, Under-16, Under-17, Under-18, Under-19 e Under-21) senza mai vestire la maglia della nazionale olimpica e quella della nazionale maggiore. Con la nazionale Under-17 austriaca ha preso parte al Campionato europeo Under-17 2014 e al Campionato europeo Under-17 2015, apparendo in campo 12 volte mettendo a segno 5 gol. Nella stagione 2015-2016 è stato capitano della nazionale Under-18 austriaca, mettendo a segno soltanto 1 gol in 7 presenze. Con la nazionale Under-19 austriaca ha anche preso parti alle qualificazioni per il Campionato europeo Under-19 2016, apparendo in campo 7 volte.

## Statistiche

### Presenze e reti nei club
| Stagione         | Squadra             | Campionato       | Campionato | Campionato | Coppe nazionali | Coppe nazionali | Coppe nazionali | Coppe continentali | Coppe continentali | Coppe continentali | Altre coppe | Altre coppe | Altre coppe | Totale | Totale |
| Stagione         | Squadra             | Comp             | Pres       | Reti       | Comp            | Pres            | Reti            | Comp               | Pres               | Reti               | Comp        | Pres        | Reti        | Pres   | Reti   |
| ---------------- | ------------------- | ---------------- | ---------- | ---------- | --------------- | --------------- | --------------- | ------------------ | ------------------ | ------------------ | ----------- | ----------- | ----------- | ------ | ------ |
| 2015-2016        | Liefering           | EL               | 11         | 2          | -               | -               | -               | -                  | -                  | -                  | -           | -           | -           | 11     | 2      |
| 2016-2017        | Liefering           | EL               | 20         | 3          | -               | -               | -               | -                  | -                  | -                  | -           | -           | -           | 20     | 3      |
| Totale Liefering | Totale Liefering    | Totale Liefering | 31         | 5          |                 | -               | -               |                    | -                  | -                  |             | -           | -           | 31     | 5      |
| 2017-2018        | Sturm Graz          | BL               | 9          | 1          | -               | -               | -               | -                  | -                  | -                  | -           | -           | -           | 9      | 1      |
| 2018-2019        | WSG Swarovski Tirol | EL               | 20         | 1          | ÖC              | 2               | 0               | -                  | -                  | -                  | -           | -           | -           | 2      | 1      |
| Totale carriera  | Totale carriera     | Totale carriera  | 60         | 7          |                 | 2               | 0               |                    | -                  | -                  |             | -           | -           | 62     | 7      |

## Palmarès

### Club

#### Competizioni giovanili
- Jugendliga: 2

Salisburgo: 2014-2015, 2015-2016
- UEFA Youth League: 1

Salisburgo: 2016-2017

#### Competizioni nazionali
- Erste Liga: 1

WSG Wattens: 2018-2019